# Zoran Maroević
Zoran Maroević (in serbo Зоран Мароевић?; Mattuglie, 27 aprile 1942 – Belgrado, 24 aprile 2019) è stato un cestista jugoslavo.